# ليندا رونستادت
ليندا رونستادت (بالإنجليزية: Linda Ronstadt)‏ هي مطربة أمريكية.

## وصلات خارجية
- الموقع الرسمي
- ليندا رونستادت على موقع IMDb (الإنجليزية)
- ليندا رونستادت على موقع الموسوعة البريطانية (الإنجليزية)
- ليندا رونستادت على موقع روتن توميتوز (الإنجليزية)
- ليندا رونستادت على موقع مونزينجر (الألمانية)
- ليندا رونستادت على موقع ألو سيني (الفرنسية)
- ليندا رونستادت على موقع ميوزك برينز (الإنجليزية)
- ليندا رونستادت على موقع رولينغ ستون (الإنجليزية)
- ليندا رونستادت على موقع أول موفي (الإنجليزية)
- ليندا رونستادت على موقع قاعدة بيانات برودواي على الإنترنت (الإنجليزية)
- ليندا رونستادت على موقع قاعدة بيانات الأفلام السويدية (السويدية)